# ヴォルゴグラード州

ヴォルゴグラード州
ロシア語: Волгоградская область

ヴォルゴグラード州（ヴォルゴグラードしゅう、Волгоградская область, Volgograd Oblast）は、ロシア連邦を構成する州（オーブラスチ）のひとつ。
北カフカス（コーカサス）に位置し、南部連邦管区に属する。

## 概要
- 面積 112,887km²
- 人口 2,545,937人（2016年）

## 地理
東にカザフスタンと接し、サラトフ州、ヴォロネジ州、アストラハン州、ロストフ州に接する。

## 歴史
ロシア帝国時代はサラトフ県やドン軍管州などに属していた。その後いくつかの再編を経て、1936年12月5日、スターリングラード地方をスターリングラード州に改めた。1961年11月10日、スターリングラード州はヴォルゴグラード州に改名された。

## 主な都市
- ヴォルゴグラード：州都
- ヴォルシスキー
- カムイシン

## 標準時
この地域は、モスクワ時間帯の標準時を使用している。時差はUTC+3時間で、夏時間はない。（2011年3月までは、標準時がUTC+3で夏時間がUTC+4、同年3月から2014年10月までは通年UTC+4、2014年10月から2018年10月までは通年UTC+3、2018年10月から2020年12月27日までは通年UTC+4であった）